# 大荘厳寺
大荘厳寺（だいしょうごんじ）は、現在の中華人民共和国陝西省の古都・西安市南西郊外に、隋唐代に存在した仏教寺院である。旧字での表記は大莊嚴寺。
その故地は、唐朝の都、長安城においては、右街の第5街第13坊である永陽坊に相当し、長安城の西南隅に当たる。よって、西面と南面とは城壁に沿っており、北は和平坊、東は昭行坊に対していた。西域から将来された仏牙で知られた。

## 概要
603年（仁寿3年）に、隋の高祖文帝が独孤皇后の追福のために建立した禅定寺がその始まりである。また、隣接する大總持寺は煬帝が文帝の追善のため、大業元年（605年）に建立した寺であり、当初は西禅定寺と呼ばれた。それに対し、文帝が建立した禅定寺は東禅定寺と呼ばれた。また、両寺には七重の木塔が造立された。
隋代には、時の名僧である曇遷（?-607年）や、初唐の十大徳の一人である慧因（539年 - 627年）等が住した。
唐が建てられると、618年（武徳元年）に、高祖が、西禅定寺を大總持寺に改名し、翌2年（619年）には、東禅定寺を大荘厳寺と改名した。
775年（大暦10年）には、七重塔が火災に遭ったが、消し止められたという。
845年（会昌5年）の、武宗による会昌の廃仏の時には、大慈恩寺・西明寺・大薦福寺と共に、廃寺を免れ、847年（大中元年）の復仏時に、寺名を聖寿寺と改められた。
廃仏後にも、木塔も残っており、853年（大中7年）に宣宗が行幸し、仏塔に登り、仏牙を拝した記録がある。